# إرنست لودويغ فون كيرلاخ
إرنست لودويغ فون كيرلاخ (بالألمانية: Ernst Ludwig von Gerlach) (و. 1795 – 1877 م) هو قاضي، وصحفي ألماني، ولد في برلين، كان عضوًا في حزب الوسط، توفي في برلين، عن عمر يناهز 82 عاماً.

## مناصب
تولى منصب عضو مجلس النواب الألماني للإمبراطورية الألمانية
- member of the House of Lords of Prussia ‏
- عضو مجلس النواب البروسي.

## روابط خارجية
- إرنست لودويغ فون كيرلاخ على موقع الموسوعة البريطانية (الإنجليزية)